# John Ker (1e hertog van Roxburghe)

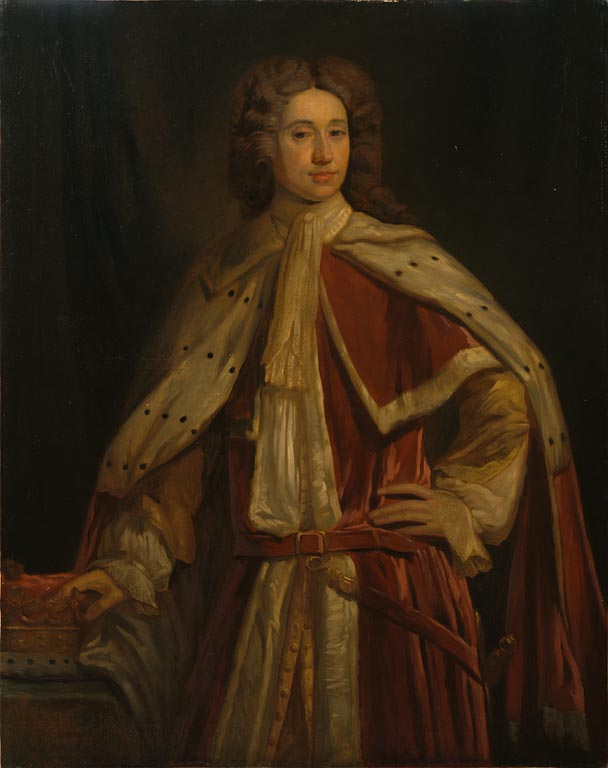

John Ker (1680-24 februari 1741) was een Schotse edelman. Hij was de tweede zoon van Robert Ker, de 3de graaf van Roxburghe.
Toen Robert Ker overleed, werd zijn oudste zoon Robert Ker de 4de graaf van Roxburghe. Toen deze in 1696 overleed, werd zijn jongere broer John Ker de 5e graaf van Roxburghe.
John Ker heeft een belangrijke rol gespeeld in de vorming van het Koninkrijk Groot-Brittannië en de totstandkoming van de Acts of Union in 1707. Als dank daarvoor werd hij dat jaar door koningin Anne beleend met de titel hertog van Roxburghe. Hij was de laatste persoon die in de Schotse adelstand een nieuwe titel kreeg.
De hertog van Roxburghe vertegenwoordigde Schotland in vier parlementen. Hij leidde een vleugel van de Whigs, en was onder koning George I minister voor Schotland. Maar Robert Walpole vond hem een profiteur en verving hem door de hertog van Argyll.
Tijdens de eerste Jakobitische opstand bleef hij trouw aan de koning.
In 1721 liet hij kasteel Floors bouwen op het landgoed Roxburghe, dat nog door zijn nazaat, de 11de hertog, wordt bewoond.